# Liste der Stolpersteine in Oldambt

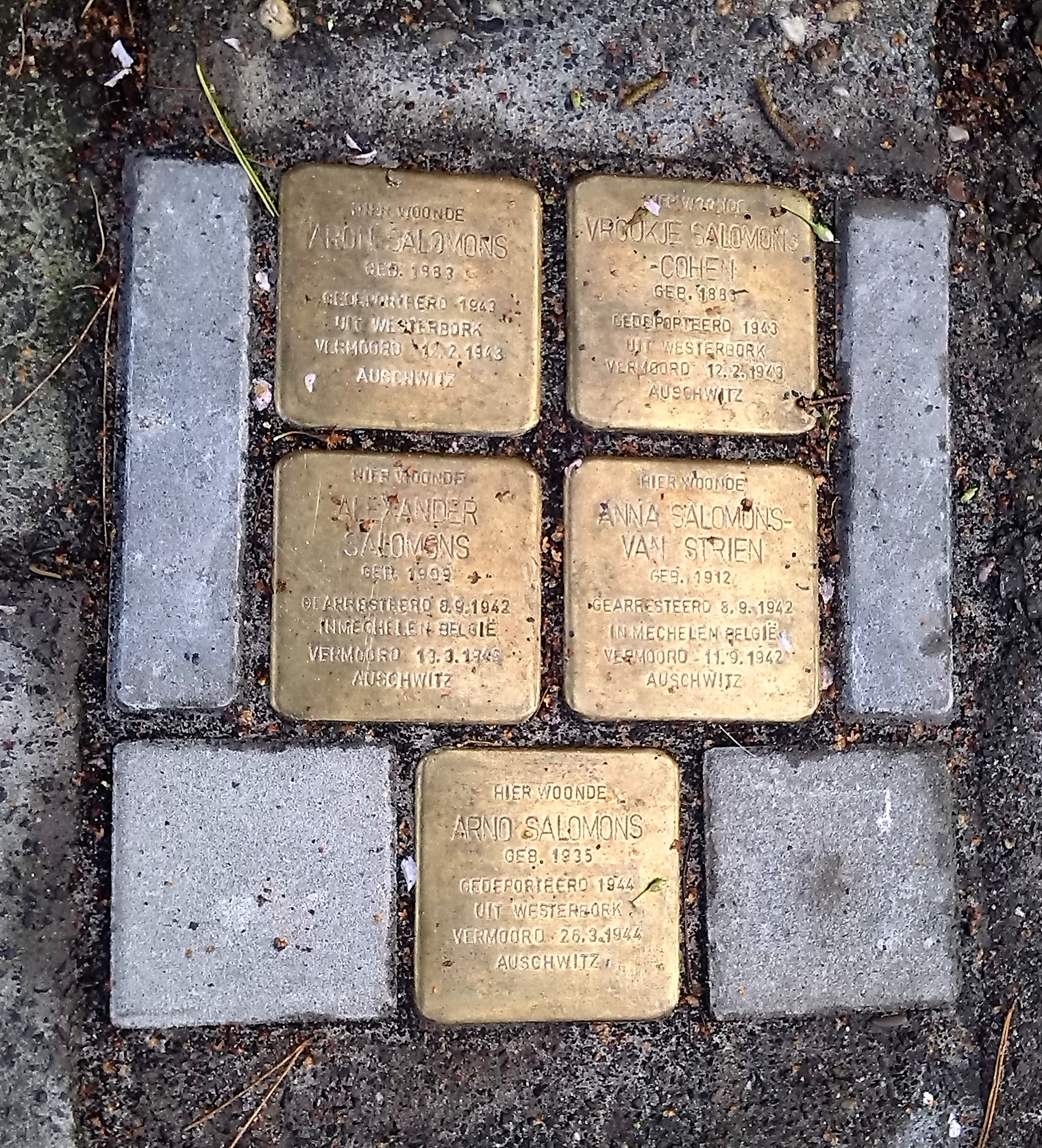
Stolpersteine in Winschoten

Die Liste der Stolpersteine in Oldambt umfasst jene Stolpersteine, die vom deutschen Künstler Gunter Demnig in der Gemeinde Oldambt in der Provinz Groningen verlegt wurden. Stolpersteine sind Opfern des Nationalsozialismus gewidmet, all jenen, die vom NS-Regime drangsaliert, deportiert, ermordet, in die Emigration oder in den Suizid getrieben wurden. Demnig verlegt für jedes Opfer einen eigenen Stein, im Regelfall vor dem letzten selbst gewählten Wohnsitz.
Die ersten Verlegungen in Oldambt erfolgten am 3. Juli 2013 in der Ortschaft Drieborg. Einer der Stolpersteine dort, den Gunter Demnig an diesem Tage verlegte, war der 40.000ste Stolperstein.

## Verlegte Stolpersteine
Im Gemeindegebiet wurden bislang 16 Stolpersteine verlegt. (Stand November 2021)

### Drieborg
In Drieborg finden sich zumindest sechs Stolpersteine für Kommunisten, die untergetaucht waren.
| Stolperstein | Übersetzung | Verlegort                   | Name, Leben                |
| ------------ | --- | --------------------------- | -------------------------- |
|              | HIER WOHNTE HARM HULSING GEB. 1908 MITGLIED KOMMUNISTISCHE PARTEI NL VERHAFTET 18.4.1941 ERMORDET 11.5.1942 GROSZ-ROSEN  | Drieborg, Oudedijk 15       | Harm Hulsing (1908–1942)   |
|              | HIER WOHNTE JAN OOSTERHUIS GEB. 1916 MITGLIED KOMMUNISTISCHE PARTEI NL VERHAFTET 18.4.1941 ERMORDET 29.6.1942 NATZWEILER | Drieborg, Oudedijk 113      | Jan Oosterhuis (1916–1942) |
|              | HIER WOHNTE RENKE SCHIPPER GEB. 1901 [...] ERMORDET 6.11.1942 BUCHENWALD                                                 | Drieborg, Oudedijk 8a       | Renke Schipper (1901–1942) |
|              | HIER WOHNTE KLAAS SMITH GEB. 1914 MITGLIED KOMMUNISTISCHE PARTEI NL VERHAFTET 18.4.1941 ERMORDET 15.5.1942 GROSZ-ROSEN   | Drieborg, ggü. Oudedijk 109 | Klaas Smith (1914–1942)    |
|              | HIER WOHNTE LUPPO STEK GEB. 1884 MITGLIED KOMMUNISTISCHE PARTEI NL VERHAFTET 2.3.1942 ERMORDET 28.10.1942 BUCHENWALD     | Drieborg, Oudeweg 3         | Luppo Stek (1884–1942)     |
|              | HIER WOHNTE GEERT TOPELEN GEB. 1894 MITGLIED KOMMUNISTISCHE PARTEI NL VERHAFTET 30.3.1941 ERMORDET 3.8.1942 BUCHENWALD   | Drieborg 36                 | Geert Topelen (1894–1942)  |

### Nieuw-Beerta
In Nieuw-Beerta wurde bislang ein Stolperstein verlegt.
| Stolperstein | Übersetzung | Verlegort                  | Name, Leben                         |
| ------------ | --- | -------------------------- | ----------------------------------- |
|              | HIER WOHNTE WILLEM SCHWERTMANN GEB. 1892 MITGLIED KOMMUNISTISCHE PARTEI NL VERHAFTET 30.3.1941 ERMORDET 16.11.1943 FLOSSENBÜRG | Nieuw-Beerta, Molenlaan 14 | Willem Baud Schwertmann (1892–1943) |

### Nieuwolda
In Nieuwolda wurde ein Stolperstein verlegt.
| Stolperstein | Übersetzung                                                                                   | Verlegort                                 | Name, Leben             |
| ------------ | --------------------------------------------------------------------------------------------- | ----------------------------------------- | ----------------------- |
|              | HIER WOHNTE ARENT LEVIE GEB. 1886 DEPORTIERT 1942 AUS WESTERBORK ERMORDET 30.9.1942 AUSCHWITZ | Nieuwolda, Burgemeester Waalkensstraat 17 | Arent Levie (1886–1942) |

### Oudezijl
In Oudezijl wurde ein Stolperstein verlegt.
| Stolperstein | Übersetzung | Verlegort               | Name, Leben                    |
| ------------ | --- | ----------------------- | ------------------------------ |
|              | HIER WOHNTE BEREND SCHWEERTMAN GEB. 1898 MITGLIED KOMMUNISTISCHE PARTEI NL VERHAFTET 24.4.1941 ERMORDET 28.3.1942 GROSZ-ROSEN | Oudezijl, Oudezijl A391 | Berend Schweertman (1898–1942) |

### Winschoten
In Winschoten wurden an einer Anschrift fünf Stolpersteine für die ermordeten Mitglieder einer jüdischen Familie verlegt.
| Stolperstein | Übersetzung | Verlegort                      | Name, Leben                          |
| ------------ | --- | ------------------------------ | ------------------------------------ |
|              | HIER WOHNTE ALEXANDER SALOMONS GEB. 1909 VERHAFTET 8.9.1942 IM BELGISCHEN MECHELEN ERMORDET 13.3.1943 AUSCHWITZ        | Winschoten, Dr. D. Bosstraat 1 | Alexander Salomons (1909–1943)       |
|              | HIER WOHNTE ARNO SALOMONS GEB. 1935 DEPORTIERT 1944 AUS WESTERBORK ERMORDET 26.3.1944 AUSCHWITZ                        | Winschoten, Dr. D. Bosstraat 1 | Arno Salomons (1935–1944)            |
|              | HIER WOHNTE ARON SALOMONS GEB. 1883 DEPORTIERT 1943 AUS WESTERBORK ERMORDET 12.2.1943 AUSCHWITZ                        | Winschoten, Dr. D. Bosstraat 1 | Aron Salomons (1883–1943)            |
|              | HIER WOHNTE VROUKJE SALOMONS -COHEN GEB. 1883 DEPORTIERT 1943 AUS WESTERBORK ERMORDET 12.2.1943 AUSCHWITZ              | Winschoten, Dr. D. Bosstraat 1 | Vroukje Salomons-Cohen (1883–1943)   |
|              | HIER WOHNTE ANNA SALOMONS- VAN STRIEN GEB. 1912 VERHAFTET 8.9.1942 IM BELGISCHEN MECHELEN ERMORDET 11.9.1942 AUSCHWITZ | Winschoten, Dr. D. Bosstraat 1 | Anna Salomons-van Strien (1912–1942) |

## Verlegedaten
- 3. Juli 2013: Drieborg
- 29. Oktober 2015: Winschoten
- 4. August 2017: Nieuwolda